# 早乙女じょうじ
早乙女 じょうじ（さおとめ じょうじ、1986年12月8日 - ）は、日本の俳優である。福島県出身。
エナエンターテイメント（株式会社エナエンターテイメント）所属。身長175cm。趣味・特技はダンス、殺陣、野球、バスケットボール、フェンシング。B/90 W/75 H/90 S/27。

## 出演

### 舞台
- ミュージカル『テニスの王子様』2ndシーズン - 南健太郎 役
  - 青学vs聖ルドルフ・山吹（2011年4月8日 - 5月15日、TOKYO DOME CITY HALL 他）
  - 青学vs氷帝（2011年7月15日 - 9月24日、TOKYO DOME CITY HALL 他）
  - Dream Live 2011（2011年11月5日 - 13日、神戸ワールド記念ホール 他）
  - 春の大運動会 2012（2012年5月13日、有明コロシアム）
  - コンサート SEIGAKU Farewell Party（2012年10月11日 - 10月14日、TOKYO DOME CITY HALL）ゲスト出演（本人として出演）
  - 春の大運動会 2014（2014年4月26日、横浜アリーナ）
- フライング・パンケーキ（2012年2月4日 - 7日、中目黒キンケロシアター） - 主演 Jr（村主空）役
- VISUALIVE『ペルソナ4』（2012年3月15日 - 20日、サンシャイン劇場） - 長瀬大輔 役
  - VISUALIVE『ペルソナ4』the EVOLUTION（2012年10月3日 - 9日、天王洲 銀河劇場） - 長瀬大輔 役
- 男子ing!!（2012年11月21日 - 25日、SPACE107） - ツヨシ 役
- Grimm de こたつ（2012年4月11日 - 15日、笹塚ファクトリー）第3話「怖がる事を習いに出かけた男の話」
- FRAG -新撰組Bloodsucker Behind-（2012年5月23日 - 27日） - 山崎烝 役
- 舞台 逆境ナイン（2012年6月5日、池袋シアターグリーン BIG TREE THEATER） - 日替わりゲスト[1]
- ラッキィ池田プレゼンツ『おれたちダンゴムシ』旗揚げPRE公演　Volume.0（2012年6月23日、山野ホール）
- ポチッとな。-Switching On Summer-
  - 2012（2012年7月4日 - 16日、俳優座劇場 他）
  - 2013（2013年7月10日 - 15日、俳優座劇場）
- 劇団スーパー・エキセントリック・シアター
  - 「タイツの花道」覇道編（2012年8月21日 - 26日、あうるすぽっと）
  - 「シュワッチ!」〜目指すはタイツの王子様〜（2013年2月20日 - 3月3日、赤坂RED/THEATER）
  - イシン！（2014年2月14日 - 23日、赤坂RED/THEATER）
- ミュージカル「赤毛のアン」（2012年11月3日 - 4日、東京国際フォーラム）
- 人狼 ザ・ライブプレイングシアター（2013年1月29日 - 31日、サンモールスタジオ）
- 危機之介御免（2013年4月10日 - 21日、池袋シアターグリーン BIG TREE THEATER）
- コントンクラブ〜image7〜（2013年5月29日 - 6月9日、博品館劇場） [2]
- abc★赤坂ボーイズキャバレー 表 FINAL！「最後の放電！」 〜自分に喝を入れて勝つ！〜（2013年8月7日 - 18日、赤坂ACTシアター 他） - 小野寺真一 役
- 七味のサムライ2〜琉球編〜（2013年9月19日、上野ストアハウス） - 日替わりゲスト
- ラズベリーボーイ!!（2013年10月9日 - 14日、シアターサンモール） - 後藤悠太 役
  - ラズベリーボーイ!! 再演（2014年2月28日 - 3月9日、俳優座劇場） - 後藤悠太 役
  - ラズベリーボーイ!! 2（2014年10月8日 - 13日、俳優座劇場） - 五所川原悠太 役
  - ラズベリーボーイ!! 2 再演（2015年7月15日 - 20日、俳優座劇場） - 五所川原悠太 役
  - ラズベリーボーイ!! 3 THE FINAL（2016年5月20日 - 29日、俳優座劇場） - 後藤悠太 役　※ダブルキャスト
- リズミックタウン（2013年11月20日 - 24日、新国立劇場 小劇場）
- 進戯団夢命クラシックス#15『ファントム・ライセンス2』（2013年12月、笹塚ファクトリー） - ブレンドン 役
- ミュージカル「忍たま乱太郎」 - 七松小平太 役
  - 第5弾 〜新たなる敵！〜（2014年1月8日 - 24日、サンシャイン劇場）
  - 第5弾 〜新たなる敵！〜 再演（2014年6月20日 - 7月6日、シアターGロッソ）
  - 第6弾 〜凶悪なる幻影！〜（2015年1月9日 - 1月23日、サンシャイン劇場）
  - 第6弾 〜凶悪なる幻影！〜 再演（2015年6月19日 - 7月5日、シアターGロッソ）
  - 200回公演記念コンサート『忍術学園 学園祭』（2015年10月16日 - 17日、ステラボール）
  - 第7弾 〜水軍砦三つ巴の戦い！〜（2016年1月9日 - 23日、サンシャイン劇場）
  - 第7弾 〜水軍砦三つ巴の戦い！〜 再演（2016年6月18日 - 7月3日、シアターGロッソ / 7月15日 - 17日、あましんアルカイックホール / 7月23日 - 24日、静岡市民文化会館 中ホール）
  - 第7弾『忍術学園 学園祭』（2016年9月24日 - 25日、舞浜アンフィシアター）
- タンバリンプロデューサーズ公演「恋する、プライオリティシート」（2014年4月16日 - 20日、吉祥寺シアター） - 藤生敏太 役
- レンタルしますか？（2014年9月17日 - 22日、神保町花月） - 友野たつや 役　※ダブルキャスト
- ヨビコー 〜You Be Cool〜（2014年10月22日 - 26日、六行会ホール） - 東山洋 役
- ZIPANGパイレーツ（2015年2月15日 - 22日、あうるすぽっと） - 吉川哲平 役
- Anchor -大きな木の下で-（2015年3月17日 - 22日、CBGKシブゲキ!!） - クロ 役
- 散れ桜よ、刻天ノ証ニ（2015年4月3日 - 12日、あうるすぽっと） - 今國灰之助 役
- 舞台「戦国無双」関ヶ原の章（2015年5月2日 - 7日、シアター1010） - 福島正則 役
- 進戯団夢命クラシックス×07th Expansion「雛見沢停留所〜ひぐらしのなく頃に原典〜」（2015年8月26日 - 30日、八幡山ワーサルシアター） - 吉村満 役
- レンタル彼女（2015年10月28日 - 11月3日、笹塚ファクトリー） - 原寿彦 役
- ミュージカル「青春-AOHARU-鉄道」（2015年11月21日、全労済ホール／スペース・ゼロ） - 山手線 役 ※日替わりゲスト
- 大きな木の下で 〜あの頃俺らの毎日はウザいくらいアツかった〜（2016年3月16日 - 21日、俳優座劇場） - クロ（黒須秀明） 役
- ヒストリーズ・ジャパン 2016（2016年4月12日 - 17日、新宿シアターモリエール）
- 大きな虹のあとで 〜不動四兄弟〜（2016年8月20日 - 24日、俳優座劇場） - 主演 不動月 役
- ジャンク☆KABUKI!!-The show must go on!!-（2016年10月13日 - 16日、CBGKシブゲキ!!）
- コウの花嫁（2016年10月26日 - 30日、全労済ホール／スペース・ゼロ） - 主演 ホンド 役
- 東京のぺいん（2016年12月7日 - 11日、新宿村LIVE） - マメ 役
- 蛇の亜種（2016年12月22日 - 25日、下北沢GEKI地下リバティ） - 主演 マムシ 役（ダブルキャスト）
- 凪のバッキャロー!!（2017年3月29日 - 4月3日、シアターグリーン BOX in BOX THEATER） - 寺園豊 役
- 舞台 イケメン戦国 THE STAGE - 猿飛佐助 役
  - 〜真田幸村編〜（2017年4月19日 - 23日、博品館劇場）
  - 〜織田軍VS海賊 毛利元就編〜（2017年8月30日 - 9月3日、博品館劇場）
  - 〜織田信長編〜（2018年4月5日 - 9日、シアター1010）
  - 〜上杉謙信編〜（2019年2月21日 - 24日、池袋サンシャイン劇場）
  - 番外編〜はじまりの物語〜（2019年12月26日 - 30日、博品館劇場）
  - 〜明智光秀編〜（2020年9月4日 - 9日、EX THEATER ROPPONGI）
  - スペシャル 初夢！〜ようこそ！くらぶ乱世へ〜（2022年1月14日 - 16日、シアター1010）[3]
  - 〜連合軍VS“戦乱の亡者”雑賀孫一編〜（2022年8月18日 - 23日、ヒューリックホール東京）声の出演[4][5]
  - 〜猿飛佐助編〜（2022年11月12日 - 15日、渋谷区文化総合センター大和田 さくらホール）主演[6][7]
  - 〜帰蝶編〜（2023年4月21日 - 24日、渋谷区文化総合センター大和田 伝承ホール）[8]
  - 〜FINAL〜（2024年8月8日 - 12日、シアター1010）[9]
- 舞台『刀剣乱舞』 - 細川忠興 役
  - 舞台『刀剣乱舞』義伝 暁の独眼竜（2017年6月1日 - 25日、天王洲 銀河劇場 / 6月29日 - 7月2日、京都劇場 / 7月13日 - 14日、福岡サンパレス ホテル&ホール）[10]
  - 科白劇 舞台『刀剣乱舞/灯』綺伝 いくさ世の徒花 改変 いくさ世の徒花（2020年7月16日 - 8月2日、品川プリンスホテル ステラボール / 8月4日 - 9日、日本青年館ホール）
  - 舞台『刀剣乱舞』綺伝 いくさ世の徒花（2022年3月19日 - 4月3日、明治座 / 4月22日 - 24日、福岡サンパレス ホテル＆ホール / 4月30日 - 5月15日、新歌舞伎座）[11]
- Team Unsui
  - 第1回公演「レンコン」（2017年10月25日 - 29日、新宿シアターモリエール） - 南乙女幸星 役
  - 第2回公演「カプセル」（2018年12月13日 - 24日、新宿シアターモリエール）[12]
  - 第3回公演「ジャンプ」（2019年11月1日 - 10日、赤坂RED/THEATER）[13]
  - 第4回公演「パレード」（2020年10月4日 - 11日、赤坂RED/THEATER）[14]
  - 第5回公演「エビデイ」（2023年3月8日 - 12日、赤坂RED/THEATER）[15]
- 進戯団 夢命クラシックス×07th Expansion - ガブリエル・鏑谷 役
  - vol.4「ROSE GUNS DAYS〜Season3〜」（2018年3月7日 - 11日、シアターサンモール）[16]
  - vol.5「ROSE GUNS DAYS〜Last Season〜」（2018年12月28日 - 31日、シアターサンモール）[17]
- 劇団た組。 第16回目公演「心臓が濡れる」（2018年7月5日 - 16日、すみだパークスタジオ倉）[18]
- BLACK BIRD（2019年3月27日 - 31日、博品館劇場） - 葛葉忠信 役
- DARKNESS HEELS〜THE LIVE〜（2019年9月18日 - 23日、シアター1010） - ファルコス・ミザイ役
  - DARKNESS HEELS〜THE LIVE〜SHINKA（2019年12月5日 - 15日、CBGKシブゲキ!!） - ファルコス・ミザイ役
- 舞台「憂国のモリアーティ」（2020年1月10日 - 19日、EX THEATER ROPPONGI） - マイクロフト・ホームズ役
- TOHOKU Roots Project Vol.3「煙が目にしみる」（2020年3月26日、東松島市コミュニティセンター ホール / 3月29日、大船渡市民文化会館 リアスホール / 4月4日、いわき芸術文化交流館 アリオス 中劇場 / 4月7日 - 12日、あうるすぽっと）[19]
- フリーカル『YAhHoo!!!!』2021（2021年6月4日 - 6日、シアターサンモール / 6月12日 - 6月13日、チームスマイル・いわきPIT） - 風露草太役
- 進戯団 夢命クラシックス「Requiem」（2021年9月30日 - 10月3日、シアターサンモール） - 柴田勝家役
- 『ワールドトリガー the Stage』 - 城戸正宗役
  - （2021年11月19日 - 28日、品川プリンスホテル ステラボール / 12月2日 - 12月5日、サンケイホールブリーゼ）
  - 大規模侵攻編（2022年8月5日 - 14日、品川プリンスホテル ステラボール / 8月19日 - 21日、京都劇場）
- イケメンシリーズ THE STAGE〜世界を駆けて、祝祭を〜（2022年9月24日 - 28日、シアター1010） - 猿飛佐助 役[20]
- Love Letter for You（2022年11月19日 、新宿村LIVE） - 山田凛 役[21][22]
- おねがいっパトロンさま！The Stage 〜ココロを詠え〜（2023年1月26日 - 2月5日、新宿FACE） - 清次郎 役[23]
- ぐりむの法則「再演・オウムノウシス」Bチーム・Cチーム（2024年5月9日 - 19日、赤坂RED/THEATER）[24]
- mucho produce「蜻蛉の住む家」（2024年6月13日、テアトルBONBON） - 日替わりゲスト[25]
- おぶちゃDance Stage『ナナナナ-七夕の夜に-』（2024年7月3日 - 7日、六行会ホール）[26]
- Team Unsui 第6回公演「ハイシン」（2024年9月26日 - 29日、ザ・ポケット）[27]
- 進戯団 夢命クラシックス #28 20周年記念公演「Since Memory Chronicles」（2024年12月12日 - 15日、シアターサンモール）[28]

### TV
- ラズベリーボーイ!!（2013年9月28日、TOKYO MX） - 後藤悠太 役
- FLAIR BARTENDER'Z（2022年、MBS） - 小日向譲二 役

### ウェブテレビ
- 新春オールスター麻雀大会2020（2020年1月2日 - 3日、AbemaTV）[29]※テレビ朝日でも一部放送　※チーム優勝[30]

### CM
- ランドネット　タクシー編　2021年
- トリスハイボール（BBQ編）
- ラウンドワン
- au京セラ
- 第一生命
- バイク王
- フラッシュライト

### 映画
- 「ヴィサージュ」（2009年）
- 「クジラがいた夏」（2013年）
- 「踊る大宣伝会議、(略)」Season2（2015年、ネスレシアター） - 中尾章雄 役[31]

### ゲーム
- ひぐらしのなく頃に奉（2018年7月26日、Nintendo Switch） - 吉村満 役（声の出演[32]）

### ラジオ
- 雲水の今晩どうしましょう!?（2016年4月8日 - 2025年3月31日、超!A&G+）[33]

### その他
- 川中島合戦戦国絵巻（2018年10月28日、山梨県笛吹市役所本庁舎前 笛吹川河川敷） - 「イケメン戦国 THE STAGE」武田信玄 役[34]
- ミュージカル「忍たま乱太郎」六年生単独ライブ ～ROKUTAN Zepp Tour～（2025年8月18日-19日、Zepp Fukuoka／8月21日、Zepp Namba） - 七松小平太 役